# Dekanat Leżajsk I
Dekanat Leżajsk I – dekanat archidiecezji przemyskiej, w archiprezbiteracie łańcuckim.

## Historia
W 1603 roku bp Maciej Pstrokoński utworzył dekanat sokołowski, w którego skład weszły parafie z wydzielonego terytorium dekanatów:
- rzeszowskiego – Sokołów, Albigowa, Handzlówka, Kraczkowa, Łąka, Markowa, Nienadówka, Wysoka, Zaczernie.
- jarosławskiego – Leżajsk, Giedlarowa, Krzeszów, Kulińska Wola, Łukowa, Sarzyna, Tarnogród, Wola Zarczycka,.

W 1630 roku bp Adam Nowodworski zlikwidował dekanat sokołowski, a w jego miejsce utworzył dekanat leżajski oraz dokonał korekty granic, przydzielając parafie do dekanatów: 
- rzeszowskiego – Kraczkowa, Markowa, Sokołów.
- leżajskiego – Krzemienica.
- przeworskiego – Handzlówka.

W 1634 roku bp Henryk Firlej dokonał kolejnej korekty granic, przydzielając parafie do dekanatów:
- leżajskiego – Sokołów.
- rzeszowskiego – Albigowa, Wysoka.

W 1746 roku bp Wacław Hieronim Sierakowski odłączył do nowego dekanatu tarnogrodzkiego parafie: Tarnogród, Dobropol, Krzeszów, Potok, a w 1787 roku bp przemyski Antoni Gołaszewski dołączył Łukowę.
W 1910 roku bp Józef Sebastian Pelczar odłączył do nowego dekanatu łańcuckiego parafie: Łańcut, Kosina, Medynia, Rakszawa, Wysoka,.
18 maja 2003 roku abp Józef Michalik podzielił dekanat leżajski na: leżajski I i leżajski II.

## Parafie
- Brzyska Wola – pw. Matki Bożej Pocieszenia
- Chałupki Dębniańskie – pw. św. Andrzeja Apostoła
- Dębno – pw. Podwyższenia Krzyża Świętego
- Giedlarowa – pw. św. Michała Archanioła
- Leżajsk – pw. Trójcy Przenajświętszej
  - Leżajsk – kościół filialny szkolny pw. Jezusa Miłosiernego
- Piskorowice – pw. św. Karola Boromeusza
- Stare Miasto – pw. św. Andrzeja Boboli
- Tarnawiec – pw. św. Józefa
- Wierzawice – pw. Matki Bożej Wspomożenia Wiernych

## Zgromadzenia zakonne
- Leżajsk – ss. Służebniczki starowiejskie (1916)
- Leżajsk – ss. Duchaczki (1931)
- Dębno – ss. Służebniczki starowiejskie (1935)